# Lombra
Il Lombra è un torrente che attraversa la provincia di Monza e della Brianza, la provincia di Milano e il Parco delle Groane e della Brughiera Briantea. 

## Descrizione
Nasce a Cogliate, nel Parco delle Groane,presumibilmente dallo scolo di qualche foppa presente nel territorio.
Data la natura argillosa dei territori in cui scorre, viene naturalmente alimentato da vari torrente che si formano durante le forti piogge. Essendo di carattere torrentizio, sarebbe per la maggior parte dell'anno in regime di secca, ma all'altezza del Villaggio Snia viene ingrossato dallo scarico di acque industriali prelevate dalla falda sottostante al fine di raffreddare gli impianti di produzione delle aziende chimico-farmaceutiche presenti nell'area..
Viene segnalata la presenza di diversi sfioratori lungo il suo percorso, che entrano in funzione solo in caso di forti piogge, andando a compromettere leggermente la qualità dell'acqua.
L'alveo ,particolarmente incassato , prosegue quindi verso sud passando per Solaro (Italia), Limbiate e infine Senago dove all'altezza della strada provinciale 119 si unisce al torrente Cisnara, formando il torrente Pudiga.
Oltre al sopracitato torrente Cisnara, ultimo affluente del Lombra alla sua destra idrologica, il principale affluente del Lombra, sempre alla sua destra idrologica, è il Rio Groane, un corso d'acqua di scolo che raccoglie gran parte delle acque provenienti dai piccoli ruscelli provenienti dai boschi tra Ceriano Laghetto e Solaro. Il Rio Groane (la cui portata è estremamente variabile in funzione del regime pluviometrico) si getta nel Lombra in un'area boscata a valle del quartiere Sant'Anna di Solaro.

## Qualità delle acque
Il torrente Lombra vanta acque particolarmente pulite e costanti tutto l'anno , grazie allo scarico continuo di acque di falda provenienti dal sito industriale sito nel villaggio SNIA. Questo ha permesso lo sviluppo di un interessante ecosistema non presente in altri torrenti della zona. 
Un tempo però veniva utilizzato come scarico di varie aziende chimiche, tessili e altro ancora, così da assumere colorazioni vivaci e acque praticamente sterili.

## Le famose "cascate del torrente Lombra"
All'altezza del "ASD Moto Club Ceriano Laghetto", a causa di un leggero dislivello, si forma una piccola cascata d'acqua e relativo specchio d'acqua sottostante. Questo piccolo angolo di territorio è divenuto celebre dopo un post su Facebook del vice-sindaco di Ceriano Laghetto, in cui mostra le cascate e ne esalta la qualità delle acque.
Dato il grande successo mediatico si è deciso di istituire il parco comunale "cascate della lombra", così da regolamentare il flusso di persone e curiosi che andavano a visitare le cascate. Qui di seguito l'ordinanza del 25/8/2023 che regolamenta l'ingresso al sito:
"visto il crescente numero di visitatori che negli ultimi giorni raggiunge l’area verde, di proprietà comunale, situata ai margini della via Milano, in frazione Villaggio Brollo, nella quale sono ubicate le cosiddette “Cascate della Lombra”, il sindaco di Ceriano Laghetto ha emesso un’ordinanza che ne regolamenta l’accesso.
L’iniziativa fa seguito al “notevole interesse riscontrato a partire dal 15 agosto scorso quando sono apparsi numerosi articoli sulla stampa locale e sul web” -come si legge nelle premesse della disposizione e alla comunicazione dell’Ats Brianza, Dipartimento di Igiene e Prevenzione Sanitaria, con la quale si propone di emettere specifica ordinanza in materia di balneazione nelle acque del torrente Lombra.
L’ordinanza del sindaco Roberto Crippa, quindi, “ordina e dispone per la vigente stagione estiva 2023: l’apertura al pubblico del cancello dell’area comunale di via Milano 8, assegnata mediante convenzione in comodato d’uso alla società “Moto Club Ceriano Laghetto” dal lunedì al sabato, dalle ore 10 alle ore 17.
Inoltre, nelle fredde acque del torrente Lombra in corrispondenza dell’area nota come “Cascate della Lombra", ci si potrà bagnare ma non ci si potrà tuffare, “in quanto ogni contatto diretto del corpo umano con le acque che comporti l’immersione del capo e/o il rischio di ingerire acqua” è vietato.
La stessa ordinanza vieta di gettare rifiuti, arrecare disturbo alla fauna selvatica presente, di raccogliere piante e fiori selvatici, il divieto assoluto di bivacco, camping e accensione di fuochi e il divieto assoluto di scavalcare il cancello d’entrata e di abbandonare il sentiero che porta alla cascata.
La trasgressione dei divieti comporta sanzioni amministrative pecuniarie da 500 a 5000 euro e il compito di far osservare l’ordinanza è affidato al corpo di Polizia locale del Comune di Ceriano Laghetto e alle Forze dell’ordine tutte.
Si potrà quindi per tutta la parte rimanente dell'estate frequentare, ammirare e fotografare quest'area molto suggestiva e viverla sei giorni alla settimana, nel rispetto dell'ambiente circostante. “Nei prossimi mesi lavoreremo per trovarci pronti e preparati per una valorizzazione e fruibilità completa dell'area in vista della prossima stagione estiva” ha dichiarato il Sindaco Roberto Crippa."